# Brad Hoffman
Pour les articles homonymes, voir Hoffman.
Brad Hoffman, né le 6 mars 1953, est un ancien joueur américain de basket-ball. Il évolue durant sa carrière aux postes de meneur et d'arrière. 